# Henschel Hs 129
Henschel Hs 129 là một loại máy bay cường kích của không quân Đức (Luftwaffe) trong Chiến tranh thế giới II.

## Quốc gia sử dụng
Germany
- Luftwaffe

 Hungary
- Không quân Hungary

 Romania
- Không quân Romania

## Tính năng kỹ chiến thuật (Hs 129 B-2)
Dữ liệu lấy từ Henschel Hs 129...der geflügelte Büchsenöffner
Đặc điểm tổng quát
- Kíp lái: 1
- Chiều dài: 9,75 m (31 ft 11¾ in)
- Sải cánh: 14,20 m (46 ft 7 in)
- Chiều cao: 3,25 m (10 ft 8 in)
- Diện tích cánh: 29,0 m² (312,15 ft²)
- Trọng lượng rỗng: 4.020 kg (8.860 lb)
- Trọng lượng cất cánh tối đa: 5.250 kg (11.574 lb)
- Động cơ: 2 × Gnome-Rhône 14M 4/5, 522 kW (700 hp)  mỗi chiếc

 Hiệu suất bay 
- Vận tốc cực đại: 407 km/h (220 knot, 253 mph) trên độ cao 3.830 m (12.570 ft)
- Tầm bay: 690 km (372 nmi, 428 mi)
- Trần bay: 9.000 m (29.530 ft)
- Vận tốc lên cao: 8,1 m/s (1.595 ft/phút)

Trang bị vũ khí

- 2 × súng máy MG 131 13 mm (.51 in)
  - 2 × pháo MG 151/20 20 mm
- 8 quả bom phá mảnh 50 kg (110 lb) hoặc một pháo MK 101 30 mm (1.2 in)